# Telchius maculosus
Telchius maculosus är en spindelart som beskrevs av Denis 1952. Telchius maculosus ingår i släktet Telchius och familjen dansspindlar.
Artens utbredningsområde är Marocko. Inga underarter finns listade i Catalogue of Life.